# Lasowice Zalew
Lasowice Zalew – przystanek kolei wąskotorowej w Lasowicach, dzielnicy Tarnowskich Gór.
W pobliżu przystanku znajduje się zalew Chechło-Nakło.